# El secretario (telenovela colombiana)
El secretario es una telenovela colombiana producida y transmitida por Caracol Televisión.
Está protagonizada por Juan Pablo Espinosa y Stephanie Cayo, y las participaciones antagónicas de Martin Karpan, Helga Díaz y Andrea López. Logró ser el éxito del 2011 no solo del Canal Caracol, sino a nivel nacional e internacional.

## Argumento
Narra la historia de Emilio Romero, un profesional de las finanzas que llevaba viviendo siete años en Estados Unidos, con el propósito de cumplir el anhelado sueño americano, donde se dedica a repartir pizzas, una ocupación que no tiene nada que ver con su profesión. Más adelante, se da cuenta de que tiene una hija de 6 años en Colombia de nombre Valentina Redín, lo que lo motiva a regresar a su país para hacerle cargo. 
A falta de dinero para volver a Colombia, Emilio es convencido por un cliente y supuesto amigo de llevar ropa para su venta, pero al pisar suelo colombiano es detenido por la policía aduanera, porque en la maleta estaban escondidos varios miles de dólares. Posteriormente él colabora con la justicia para dar con el responsable del ilícito, recupera su libertad de forma condicional y de esta manera empieza a buscar trabajo para sacar adelante a su pequeña hija, quien repentinamente se convierte en el motor de su vida.
Su destino lo lleva a Industrias Copito, una empresa fabricante de papel higiénico, donde aspira a un cargo de mayor rango afín a su carrera. No obstante, se enamora en silencio de una joven que resulta siendo la gerente comercial de la compañía, llamada Antonia Fontalvo, pero para conquistar su corazón deberá forjar su camino al éxito como secretario. Emilio tendrá que adaptarse a un cargo que por años ha sido característico de las mujeres, vestirse como ellas y recibir órdenes de sus superiores, de paso soportando las burlas de las otras secretarias —quienes al comienzo no simpatizan con él— y de los empleados del área administrativa, así como las humillaciones de Mario, el gerente de operaciones y su jefe inmediato junto con Antonia. 
Aunque Emilio es leal, optimista, amable y eficiente, también es torpe y despistado, lo que hace que se meta en problemas con facilidad, especialmente con Félix Segura, el dueño de la compañía y novio de Antonia. Ella, cuya confianza se gana desde el primer momento, lo defiende constantemente, lo saca de aprietos y está siempre de su lado.

## Reparto
- Juan Pablo Espinosa - Emilio Romero García
- Stephanie Cayo - Antonia Fontalvo Santibáñez / de Segura / de Romero
- Martín Karpan - Félix Armando Segura Amador
- Helga Díaz - Lorena Redín Madrid De Sotomayor
- Andrea López - Paola Zorrilla
- Fabián Mendoza - Mario Julio Segura Amador
- Valentina Lizcano - Olga Lucía Linares Remolina
- Fernando Solorzano - Franklin Sotomayor
- Alexandra Serrano - Yensi' Catalina' López Pereira
- Margalida Castro - Gertrudis "Dudis" Buenahora
- Andrea Nieto - Milady Díaz
- Maria Margarita Giraldo - Delfina Moreno
- Sara Corrales - Lucila Castillo
- Freddy Ordóñez - Julián Aguirre
- Walter Luengas - Patricio Conde
- Hillary Vergara - Valentina Sotomayor Redín / Valentina Romero Redín
- Alberto Barrero - Álvaro Humberto Patequiva
- Giorgio Difeo - Jacques
- Ricardo Vesga - Ernesto Castillo
- Eileen Moreno - Dora
- Luis Fernando Salas - Nelson Moreno
- Yaneth Waldman - Gina
- Julián Orrego - Te. Agobardo Manosalva
- Rafael Uribe Ochoa - Sangre Azul
- Jean Philippe Conan - Pierre
- Carmenza González - Carmelita
- German 'Tuto' Patiño - Lucio
- Rafael Pedroza - Tote
- Humberto Arango - Ramiro Conde
- Ignacio Hijuelos - Jaime Acosta
- Margarita Amado - Maria Puentes
- Hernán Méndez - Don Omar
- Victor Cifuentes - José Octavio Linares
- Jhork Morales - Sebastián
- Rosalba Pagotes - Flor
- Jorge Bautista - Rodolfo
- Nayra Castillo - Rosa
- Rebeca López - Apolonia de Patequiva
- Giovanny Galindo - Adrián
- Alfredo Cuéllar - Yamir
- Daniel Rocha - Padre Lucas
- Diego Ospina - Cusumbo
- Hugo Gómez - Alberto Ayala "Ministro"
- Hebert King - Caicedo
- Margarita Reyes - Esposa del Ministro
- Nestor Alfonso Rojas - Escolta del Ministro
- Beto - Copito Segura, "Perro de Félix" e "Imagen de Industrias Copito"

## Música
El tema musical de apertura es Solo tú, compuesta por Jimmy Pulido López y Fabo Romero, este último interpreta la canción. Música de la banda afrocolombiana Systema Solar (Mi kolombia, Sin oficio, En los huesos) aparece en varios capítulos. En el episodio 45, algunos empleados de Copito realizan una coreografía al ritmo de Fuego de Bomba Estéreo. Otra canción recurrente es Tú, interpretada por Stephanie Cayo, de quien El alquimista se escucha en el capítulo 115. En el capítulo 72 Emilio le ofrece una serenata a Antonia en Cartagena, Pipe Peláez es el encargado de interpretar la canción Cuando quieras quiero. Otras canciones recurrentes son Otra vez de Ensamble (ep. 5), Sin tu fe de Lucas Troo (ep. 29), Pobre secretaria (original de Daniela Romo y cantada por los protagonistas) y Tragao de ti de Peter Manjarrés; las dos primeras han aparecido en otras telenovelas de Caracol TV.

## Premios y nominaciones

### Premios India Catalina
| Año  | Categoría                                       | Nominado                                     | Resultado |
| ---- | ----------------------------------------------- | -------------------------------------------- | --------- |
| 2012 | Mejor telenovela                                | El Secretario                                | Nominado  |
| 2012 | Mejor actriz protagónica de telenovela          | Stephanie Cayo                               | Ganadora  |
| 2012 | Mejor actor protagónico de telenovela           | Juan Pablo Espinosa                          | Ganador   |
| 2012 | Mejor actriz antagónica de telenovela y/o serie | Andrea López                                 | Nominada  |
| 2012 | Mejor actor antagónico de telenovela y/o serie  | Martín Karpan                                | Nominado  |
| 2012 | Mejor actriz de reparto de telenovela           | Margalida Castro                             | Ganadora  |
| 2012 | Mejor actriz de reparto de telenovela           | Valentina Lizcano                            | Nominada  |
| 2012 | Mejor actor de reparto de telenovela            | Fabián Mendoza                               | Ganador   |
| 2012 | Mejor historia y libreto original de telenovela | El Secretario                                | Nominado  |
| 2012 | Mejor director de telenovela                    | Juan Camilo Pinzón, Unai Amuchastegui        | Nominado  |
| 2012 | Mejor banda sonora de telenovela                | Solo tú, de Jimmy Pulido López y Fabo Romero | Nominado  |
| 2012 | Mejor edición de telenovela                     | El Secretario                                | Nominado  |
| 2012 | Mejor arte de novela                            | El Secretario                                | Nominado  |

### Premios TVyNovelas
| Año  | Categoría                                     | Nominado                                               | Resultado |
| ---- | --------------------------------------------- | ------------------------------------------------------ | --------- |
| 2012 | Novela Favorita                               | El Secretario                                          | Ganador   |
| 2012 | Protagonista Femenina Favorita de Telenovela  | Stephanie Cayo                                         | Ganadora  |
| 2012 | Protagonista Masculino Favorito de Telenovela | Juan Pablo Espinosa                                    | Ganador   |
| 2012 | Villana Favorita de Telenovela                | Andrea López                                           | Nominada  |
| 2012 | Villana Favorita de Telenovela                | Alexandra Serrano                                      | Nominada  |
| 2012 | Villano Favorito de Telenovela                | Fabián Mendoza                                         | Ganador   |
| 2012 | Villano Favorito de Telenovela                | Martín Karpan                                          | Nominado  |
| 2012 | Actor de reparto favorito de telenovela       | Fernando Solórzano                                     | Nominado  |
| 2012 | Actor de reparto favorito de telenovela       | Freddy Ordóñez                                         | Ganador   |
| 2012 | Actriz de reparto favorita de telenovela      | Margalida Castro                                       | Ganadora  |
| 2012 | Actriz de reparto favorita de telenovela      | Valentina Lizcano                                      | Nominada  |
| 2012 | Tema Musical Favorito                         | «Sólo tú» de Jimmy Pulido López y Fabo Romero          | Ganador   |
| 2012 | Director Favorito de Telenovela o Serie       | Juan Camilo Pinzón, Unai Amuchástegui, Víctor Cantillo | Ganador   |
| 2012 | Libretista Favorito                           | Jörg Hiller, Claudia Sánchez, Catalina Coy             | Ganador   |

### Premios Clic Caracol
| Año  | Categoría                 | Nominado                                                      | Resultado |
| ---- | ------------------------- | ------------------------------------------------------------- | --------- |
| 2012 | Mejor Producción          | El Secretario                                                 | Ganadora  |
| 2012 | Mejor Actriz              | Margalida Castro                                              | Nominada  |
| 2012 | Mejor Actriz              | Stephanie Cayo                                                | Ganadora  |
| 2012 | Mejor Actor               | Juan Pablo Espinosa                                           | Ganador   |
| 2012 | Mejor Actor               | Fernando Solórzano                                            | Nominado  |
| 2012 | Mejor Villano             | Martín Karpan                                                 | Ganador   |
| 2012 | Mejor Coqueteada          | Mario le coquetea a Lucila                                    | Ganador   |
| 2012 | Mejor Coqueteada          | Olguita cuando quiere conquistar a Emilio                     | Nominado  |
| 2012 | Mejor Escena de Acción    | La captura de los tipos que engañaron a Emilio                | Nominado  |
| 2012 | Mejor Escena de Embarrada | Emilio la embarra con Antonia en el ascensor cuando la conoce | Nominado  |
| 2012 | Mejor Escena de Embarrada | Emilio pilla a Antonia en el vestier                          | Nominado  |
| 2012 | Mejor Escena de Embarrada | Olguita se pega con el látigo                                 | Ganadora  |
| 2012 | Mejor Carcajada           | Mario cuando se le encrespa el pelo en Cartagena              | Nominado  |
| 2012 | Mejor Carcajada           | Emilio cuando le enseña a bailar a Félix                      | Ganador   |
| 2012 | Mejor Beso O Abrazo       | Emilio y Antonia en su despedida de soltera                   | Ganador   |

## Traducción a los idiomas inglés y árabe
El secretario se emitió en la cadena Fox (Oriente Medio), desde el 19 de mayo de 2012, doblado al árabe con subtítulos en inglés; los nombres de los personajes fueron cambiados por nombres árabes, pero la serie seguía ambientándose en Bogotá, y algunas escenas fueron recortadas por motivos de censura.

## Versiones
- Televisa realizó una versión en el 2012 con el nombre de Porque el amor manda producida por Juan Osorio y protagonizada por Fernando Colunga y Blanca Soto. Antagonizada por Erick Elias y Claudia Álvarez.